# Голос. 60+ (Россия, сезон 4)
Четвёртый сезон телевизионного шоу «Голос. 60+» стартовал 3 сентября 2021 года. Наставниками этого сезона стали Стас Намин, Лайма Вайкуле, Валерий Леонтьев и Олег Газманов.

## Наставники
- Стас Намин — советский и российский музыкант, композитор, продюсер, создатель и лидер группы «Цветы».
- Лайма Вайкуле — советская и латвийская эстрадная певица, актриса, народная артистка Латвийской Республики (1995).
- Валерий Леонтьев — советский и российский певец, композитор, народный артист РФ (1996).
- Олег Газманов — советский и российский эстрадный певец, композитор, поэт, народный артист РФ (2001).[1]

## Команды
| - Победитель - Второе место - Третье место | - Выбыл в финале - Выбыл в нокаутах |  |

| Наставники         | Топ 20 участников | Топ 20 участников | Топ 20 участников | Топ 20 участников  | Топ 20 участников |
| ------------------ | ----------------- | ----------------- | ----------------- | ------------------ | ----------------- |
| Стас Намин         |                   |                   |                   |                    |                   |
| Андрей Михайлов    | Ольга Котова      | Тунзала Кахраман  | Людмила Кононова  | Андрей Фетисов     |                   |
| Лайма Вайкуле      |                   |                   |                   |                    |                   |
| Евгений Соломин    | Николай Гусев     | Любовь Воробьёва  | Владислав Медяник | Эммануэль Форест   |                   |
| Валерий Леонтьев   |                   |                   |                   |                    |                   |
| Пётр Урбановичус   | Мухамед Гайфулин  | Александр Зорин   | Николай Дятчин    | Александр Гронский |                   |
| Олег Газманов      |                   |                   |                   |                    |                   |
| Михаил Серебряков† | Михаил Дроздецкий | Андрей Забродский | Севиль Чеголя     | Людмила Осадчук    |                   |

## Слепые прослушивания

### Выпуск № 1: Слепые прослушивания. 1-я неделя
Выпуск вышел в эфир 3 сентября 2021 года. В начале выпуска Наставники — Стас Намин, Лайма Вайкуле, Валерий Леонтьев и Олег Газманов — исполнили песню «Мы желаем счастья вам».
| № | Участник                                                       | Песня                                                         | Выбор наставников и участников | Выбор наставников и участников | Выбор наставников и участников | Выбор наставников и участников |
| № | Участник                                                       | Песня                                                         | Намин                          | Вайкуле                        | Леонтьев                       | Газманов                       |
| - | -------------------------------------------------------------- | ------------------------------------------------------------- | ------------------------------ | ------------------------------ | ------------------------------ | ------------------------------ |
| 1 | Любовь Воробьёва (65 лет, г. Малоярославец, Калужская область) | «Эй, моряк!» (Андрей Петров / Соломон Фогельсон)              | —                              |                                |                                |                                |
| 2 | Николай Дятчин (80 лет, Октябрьское, Воронежская область)      | «Я люблю тебя до слёз» (Игорь Крутой / Игорь Николаев)        |                                |                                |                                |                                |
| 3 | Раиса Маркова (75 лет, Нижний Новгород)                        | «Семёновна» (Евгений Барыбин / Юрий Погорельский)             | —                              | —                              | —                              | —                              |
| 4 | Андрей Михайлов (60 лет, г. Минск, Республика Беларусь )       | «Tu vuò fa l’americano» (Ренато Каросоне / Никола Салерно)    |                                | —                              |                                | —                              |
| 5 | Андрей Забродский (61 год, г. Новосибирск)                     | «Ты или я (Солнечный остров)» (Андрей Макаревич)              |                                |                                |                                |                                |
| 6 | Ирина Холодова (84 года, г. Москва)                            | «Дружба» (Владимир Сидоров / Андрей Шмульян / Павел Русаков)  | —                              | —                              | —                              | —                              |
| 7 | Тунзала Кахраман (73 года, г. Баку, Азербайджан )              | «Autumn Leaves» (Джозеф Косма / Джонни Мерсер / Жак Превер)   |                                | —                              | —                              | —                              |
| 8 | Владислав Гончаров (82 года, г. Москва)                        | «Вечерний звон» (Александр Алябьев / Иван Козлов / Томас Мур) | —                              | —                              | —                              | —                              |
| 9 | Евгений Соломин (62 года, г. Москва)                           | «Скажи мне, вишня» (Евгений Мартынов / Владимир Харитонов)    | —                              |                                | —                              | —                              |

### Выпуск № 2: Слепые прослушивания. 2-я неделя
Выпуск вышел в эфир 10 сентября 2021 года.
| №  | Участник                                                          | Песня                                                                                | Выбор наставников и участников | Выбор наставников и участников | Выбор наставников и участников | Выбор наставников и участников |
| №  | Участник                                                          | Песня                                                                                | Намин                          | Вайкуле                        | Леонтьев                       | Газманов                       |
| -- | ----------------------------------------------------------------- | ------------------------------------------------------------------------------------ | ------------------------------ | ------------------------------ | ------------------------------ | ------------------------------ |
| 1  | Михаил Дроздецкий (61 год, г. Нижний Тагил, Свердловская область) | «Delilah» (Барри Мэйсон / Лесли Рид / Онегин Гаджикасимов)                           | —                              |                                |                                |                                |
| 2  | Нина Пеннер-Баранова (66 лет, г. Кёльн, Германия )                | «Песенка о капитане» (Исаак Дунаевский / Василий Лебедев-Кумач)                      | —                              | —                              | —                              | —                              |
| 3  | Александр Гронский (62 года, Челябинск)                           | «Скачки» (Александр Кутиков / Андрей Макаревич / Пётр Подгородецкий)                 | —                              | —                              |                                |                                |
| 4  | Михаил Серебряков † (97 лет, г. Зеленоград, Московская область)   | «Родина» (Абрам Полячек / Феодосий Савинов)                                          |                                |                                |                                |                                |
| 5  | Людмила Осадчук (75 лет, г. Сыктывкар, Республика Коми)           | «Parlami d’amore Mariù» (Чезаре Биксио / Эннио Нери)                                 | —                              | —                              | —                              |                                |
| 6  | Анатолий Гринь (72 года, г. Усолье-Сибирское, Иркутская область)  | «Андрюша» (Григорий Гридов / Илья Жак / музыка народная)                             | —                              | —                              | —                              | —                              |
| 7  | Людмила Кононова (61 год, г. Киров)                               | «Жёлтый ангел» (Александр Вертинский)                                                |                                | —                              | —                              |                                |
| 8  | Сергей Гапонов (61 год, г. Шклов, Республика Беларусь )           | «За полчаса до весны» (Наум Олев / Оскар Фельцман)                                   | —                              | —                              | —                              | —                              |
| 9  | Любовь Карчевская (79 лет, г. Усть-Каменогорск)                   | «Ой, загулял казак» (Елена Верховская)                                               | —                              | —                              | —                              | —                              |
| 10 | Николай Гусев (62 года, г. Саратов)                               | «Однозвучно гремит колокольчик» (Иван Макаров / Александр Гурилёв)                   |                                |                                |                                |                                |
| 11 | Эммануэль Форест (65 лет, г. Париж, Франция )                     | «Подмосковные вечера» (Михаил Матусовский / Василий Соловьёв Седой / Франсис Лемарк) | —                              |                                | —                              | —                              |

### Выпуск № 3: Слепые прослушивания. 3-я неделя
Выпуск вышел в эфир 17 сентября 2021 года.
| №  | Участник                                                    | Песня                                                                              | Выбор наставников и участников | Выбор наставников и участников | Выбор наставников и участников | Выбор наставников и участников |
| №  | Участник                                                    | Песня                                                                              | Намин                          | Вайкуле                        | Леонтьев                       | Газманов                       |
| -- | ----------------------------------------------------------- | ---------------------------------------------------------------------------------- | ------------------------------ | ------------------------------ | ------------------------------ | ------------------------------ |
| 1  | Галина Скрипка (64 года, г. Люберцы, Московская область)    | «Хуторянка» (Владимир Матецкий / Михаил Шабров)                                    | —                              | —                              | —                              | —                              |
| 2  | Андрей Фетисов (61 год, г. Корсаков, Сахалинская область)   | «Stumblin’ In» (Майк Чапман / Никки Чинн)                                          |                                |                                |                                |                                |
| 3  | Севиль Чеголя (60 лет, г. Ульяновск)                        | «Маменька» (Александр Морозов / Анатолий Поперечный)                               | —                              | —                              | —                              |                                |
| 4  | Владислав Медяник (64 года, г. Москва)                      | «Il tempo se ne va» (Сальваторе Кутуньо / Клаудия Морони / Кристиано Минеллоно)    | —                              |                                |                                | Полная команда                 |
| 5  | Любовь Белая (72 года, г. Екатеринбург)                     | «Всё стало вокруг голубым и зелёным» (Георгий Милютин / Евгений Долматовский)      | —                              | Полная команда                 | —                              | Полная команда                 |
| 6  | Пётр Урбановичус (60 лет, г. Волгоград)                     | «Вологда» (Борис Мокроусов / Михаил Матусовский)                                   | —                              | Полная команда                 |                                | Полная команда                 |
| 7  | Мухамед Гайфулин (71 год, г. Омск)                          | «Я встретил вас...» (Федор Тютчев / Владимир Шереметьев)                           | —                              | Полная команда                 |                                | Полная команда                 |
| 8  | Галина Гречана (62 года, г. Санкт-Петербург)                | «Золушка» (Владимир Матецкий / Михаил Шабров)                                      | —                              | Полная команда                 | —                              | Полная команда                 |
| 9  | Анатолий Ладонкин (64 года, г. Муром, Владимирская область) | Частушки «Досада»                                                                  | —                              | Полная команда                 | —                              | Полная команда                 |
| 10 | Александр Зорин (62 года, г. Москва)                        | «Скажите, девушки, подружке вашей» (Родольфо Фальво / Энцо Фуско / Михаил Улицкий) |                                | Полная команда                 |                                | Полная команда                 |
| 11 | Светлана Кривенко (86 лет, г. Москва)                       | «Осень» (Вадим Козин / Елизавета Белогорская)                                      | —                              | Полная команда                 | Полная команда                 | Полная команда                 |
| 12 | Ольга Котова (60 лет, г. Санкт-Петербург)                   | «Mon mec à moi» (Франсуа Бернхайм / Дидье Барбеливьен)                             |                                | Полная команда                 | Полная команда                 | Полная команда                 |

## Нокауты

### Выпуск № 4: Нокауты
Выпуск вышел в эфир 24 сентября 2021 года.
В команде каждого наставника 5 вокалистов. Каждый из них исполнил песню сольно, после чего 2 участника прошли в финал.
| Выпуск                 | Наставник        | №  | Участник            | Песня | Итог           |
| ---------------------- | ---------------- | -- | ------------------- | --- | -------------- |
| Выпуск 4 (24 сентября) | Олег Газманов    | 1  | Андрей Забродский   | «Гуляка» (Сергей Сарычев / Сергей Есенин) | Выбыл          |
| Выпуск 4 (24 сентября) | Олег Газманов    | 2  | Севиль Чеголя       | «Два берега» (Андрей Эшпай / Григорий Поженян) | Выбыла         |
| Выпуск 4 (24 сентября) | Олег Газманов    | 3  | Михаил Серебряков † | «Нас всё меньше и меньше» (Сергей Островой / Михаил Серебряков)                                                                                            | Прошёл в финал |
| Выпуск 4 (24 сентября) | Олег Газманов    | 4  | Людмила Осадчук     | «Соловей» (Александр Алябьев / Антон Дельвиг) | Выбыла         |
| Выпуск 4 (24 сентября) | Олег Газманов    | 5  | Михаил Дроздецкий   | «Не для меня придёт весна» (Николай Девитте / А.Молчанов)                                                                                                  | Прошёл в финал |
| Выпуск 4 (24 сентября) | Валерий Леонтьев | 6  | Александр Зорин     | «’O sole mio» (Джованни Капурро / Альфредо Маццукки / Эдуардо Ди Капуа)                                                                                    | Выбыл          |
| Выпуск 4 (24 сентября) | Валерий Леонтьев | 7  | Николай Дятчин      | «Я позабыл твоё лицо» (Игорь Крутой / Константин Арсенев)                                                                                                  | Выбыл          |
| Выпуск 4 (24 сентября) | Валерий Леонтьев | 8  | Александр Гронский  | «Кара-кум» (Владимир Васильев / Анатолий Монастырёв / Ольга Писаржевская / Игорь Саруханов / Александр Слизунов / Владимир Солдатов / Михаил Файнзильберг) | Выбыл          |
| Выпуск 4 (24 сентября) | Валерий Леонтьев | 9  | Мухамед Гайфулин    | «Ожидание» (Арно Бабаджанян / Габриэль Эль-Регистан) | Прошёл в финал |
| Выпуск 4 (24 сентября) | Валерий Леонтьев | 10 | Пётр Урбановичус    | «Колыбельная» (Оскар Фельцман / Расул Гамзатов / Яков Козловский)                                                                                          | Прошёл в финал |
| Выпуск 4 (24 сентября) | Лайма Вайкуле    | 11 | Любовь Воробьёва    | «Танец на барабане» (Раймонд Паулс / Андрей Вознесенский)                                                                                                  | Выбыла         |
| Выпуск 4 (24 сентября) | Лайма Вайкуле    | 12 | Владислав Медяник   | «Love You» (Игорь Тальков) | Выбыл          |
| Выпуск 4 (24 сентября) | Лайма Вайкуле    | 13 | Николай Гусев       | «Сердце» (Исаак Дунаевский / Василий Лебедев-Кумач) | Прошёл в финал |
| Выпуск 4 (24 сентября) | Лайма Вайкуле    | 14 | Эммануэль Форест    | «Миллион алых роз» (Раймонд Паулс / Андрей Вознесенский / Марина Лущенко)                                                                                  | Выбыл          |
| Выпуск 4 (24 сентября) | Лайма Вайкуле    | 15 | Евгений Соломин     | «Просто подари» (Андрей Алексин) | Прошёл в финал |
| Выпуск 4 (24 сентября) | Стас Намин       | 16 | Тунзала Кахраман    | «A Natural Woman» (Джерри Гоффин / Кэрол Кинг / Джерри Векслер)                                                                                            | Выбыла         |
| Выпуск 4 (24 сентября) | Стас Намин       | 17 | Людмила Кононова    | «Доченьки» (Александр Вертинский) | Выбыла         |
| Выпуск 4 (24 сентября) | Стас Намин       | 18 | Андрей Фетисов      | «It’s a Heartache» (Ронни Скотт / Скотт Вольф) | Выбыл          |
| Выпуск 4 (24 сентября) | Стас Намин       | 19 | Ольга Котова        | «Oh! Darling» (Джон Леннон / Пол Макартни) | Прошла в финал |
| Выпуск 4 (24 сентября) | Стас Намин       | 20 | Андрей Михайлов     | «Исповедь ангела» (Стас Намин / Инга Гаручава) | Прошёл в финал |

## Финал и Суперфинал
| Выпуск               | Наставник        | № | Участник            | Композиция                                                                            | Голоса зрителей | Итог                |
| -------------------- | ---------------- | - | ------------------- | ------------------------------------------------------------------------------------- | --------------- | ------------------- |
| Выпуск 5 (1 октября) | Валерий Леонтьев | 1 | Мухамед Гайфулин    | «Мелодия» (Александра Пахмутова / Николай Добронравов)                                | 29,3 %          | Выбыл               |
| Выпуск 5 (1 октября) | Валерий Леонтьев | 2 | Пётр Урбановичус    | «Напрасные слова» (Давид Тухманов / Лариса Рубальская)                                | 70,7 %          | Прошёл в суперфинал |
| Выпуск 5 (1 октября) | Лайма Вайкуле    | 3 | Николай Гусев       | «Утомлённое солнце» (Ежи Петербургский / Александр Цфасман / Иосиф-Пинхус Израилевич) | 34,0 %          | Выбыл               |
| Выпуск 5 (1 октября) | Лайма Вайкуле    | 4 | Евгений Соломин     | «Верни мне музыку» (Арно Бабаджанян / Андрей Вознесенский)                            | 66,0 %          | Прошёл в суперфинал |
| Выпуск 5 (1 октября) | Олег Газманов    | 5 | Михаил Серебряков † | «Моя любимая» (Матвей Блантер / Евгений Долматовский)                                 | 81,4 %          | Прошёл в суперфинал |
| Выпуск 5 (1 октября) | Олег Газманов    | 6 | Михаил Дроздецкий   | «Есаул» (Олег Газманов)                                                               | 18,6 %          | Выбыл               |
| Выпуск 5 (1 октября) | Стас Намин       | 7 | Ольга Котова        | «Это всё…» (Юрий Шевчук)                                                              | 42,4 %          | Выбыла              |
| Выпуск 5 (1 октября) | Стас Намин       | 8 | Андрей Михайлов     | «Прогулки по воде» (Вячеслав Бутусов / Илья Кормильцев)                               | 57,6 %          | Прошёл в суперфинал |
| Выпуск 5 (1 октября) | Валерий Леонтьев | 1 | Пётр Урбановичус    | «Единственная» (Олег Газманов)                                                        | Третье место    | Третье место        |
| Выпуск 5 (1 октября) | Лайма Вайкуле    | 2 | Евгений Соломин     | «Берега» (Владимир Засухин / Юрий Рыбчинский)                                         | 20,5 %          | Второе место        |
| Выпуск 5 (1 октября) | Олег Газманов    | 3 | Михаил Серебряков†  | «Ах ты, душечка» (музыка и слова народные)                                            | 79,5 %          | Победитель          |
| Выпуск 5 (1 октября) | Стас Намин       | 4 | Андрей Михайлов     | «Моё сердце остановилось» (Александр Васильев)                                        | Третье место    | Третье место        |

| Номер | Исполнитель                  | Песня                                                  |
| ----- | ---------------------------- | ------------------------------------------------------ |
| 1     | Финалисты 4 сезона Голос 60+ | «Трава у дома» (Владимир Мигуля / Анатолий Поперечный) |

## Лучший Наставник сезона
Результаты
| - Лучший Наставник - Второе место - Tретье место - Четвёртое место | - Лучший Наставник выпуска |

| Наставник        | Голосование (по выпускам) | Голосование (по выпускам) | Голосование (по выпускам) | Голосование (по выпускам) | Голосование (по выпускам) | Итог             |  |
| Наставник        | #1                        | #2                        | #3                        | #4                        | Общее                     | Итог             |  |
| ---------------- | ------------------------- | ------------------------- | ------------------------- | ------------------------- | ------------------------- | ---------------- |  |
|                  |                           |                           |                           |                           |                           |                  |  |
| Олег Газманов    | 46%                       | 56%                       | 49%                       | 58%                       | 52%                       | Лучший Наставник |  |
| Стас Намин       | 21%                       | 21%                       | 26%                       | 15%                       | 21%                       | Второе место     |  |
| Валерий Леонтьев | 21%                       | 15%                       | 16%                       | 16%                       | 17%                       | Третье место     |  |
| Лайма Вайкуле    | 12%                       | 8%                        | 9%                        | 11%                       | 10%                       | Четвёртое место  |  |

## Критика
По мнению продюсера Леонида Дзюника, победа была присуждена из уважения к возрасту, а не за вокальные данные.

## Комментарии
1. ↑  Олег Газманов — лучший Наставник 1-го выпуска.
2. ↑  Олег Газманов — лучший Наставник 2-го выпуска.
3. ↑  Олег Газманов — лучший Наставник 3-го выпуска.
4. ↑  Олег Газманов — лучший Наставник 4-го выпуска.